# EMD SD18
EMD SD18 é uma locomotiva diesel-elétrica de 6 eixos e 1800 hp de potência construída entre Abril 1960 e Março de 1963 pela Electro-Motive Division (EMD). Foram produzidas um total de 70 unidades.
Ela é alimentada pelo motor diesel 2 tempos 16-567D1 de 1800 hp.
No Brasil a Rede Ferroviária Federal S.A. (RFFSA) adquiriu um total de 45 unidades em 1961, que reinaram até a chegada das EMD SD38M, mais potentes e modernas. Hoje ainda 10 destas locomotivas estão rodando na atual MRS Logística e sua numeração é 50XX. São carinhosamente chamadas de "ciquentinhas". Foram usadas pela RFFSA junto com as ALCO RSD-12 principalmente nos trens de minério. Com a chegada das EMD SD38M foram transferidas para outros serviços, chegando a puxar os trens de passageiros. 
Um fato curioso, quando sua chegada na Central, algumas delas chegaram a permanecer até vários dias ligadas, por nem todos os maquinistas terem instruções de como ligar as novas Diesel - Elétricas. 
Devido a idade avançada as 5016, 5026 e 5031 trabalham somente com os trens de manutenção e reservas de pátios, porém, ainda operam com o motor diesel original 16-567-D-1. As outras 7 unidades, todas reformadas e modernizadas, receberam pintura MRS, 5 delas equipadas com o motor 16-645-D-1 (modificação do antigo 16-567-D-1) e duas equipadas com o 16-654-E3 (5005 e 5038) onde foi necessário fazer uma pequena modificação nas tubulações de água dos radiadores para o motor diesel.
Em 2016, 4 unidades foram transferidas para aumentar a frota da TLSA - Ferrovia Transnordestina Logística S.A..